# The Orb’s Adventures Beyond the Ultraworld
The Orb’s Adventures Beyond the Ultraworld — дебютный студийный альбом британской электронной группы The Orb, изданный 2 апреля 1991 года на лейбле Big Life. Это непрерывная, прогрессивная композиция, напоминающая двухчасовое психоделическое путешествие, в которой использованы различные жанры (включая эмбиент, хаус, даб-регги и хип-хоп), а также сэмплы и звуковые эффекты. Большая часть альбома была записана после ухода из группы основателя Джимми Каути, в результате чего центральным участником остался Алекс Патерсон, а дополнительный вклад внесли Энди Фалконер, Крис Уэстон и другие.
Альбому предшествовал попавший в чарт (#78) сингл 1989 года «A Huge Ever Growing Pulsating Brain That Rules from the Centre of the Ultraworld», который закрывает альбом. The Orb’s Adventures Beyond the Ultraworld был хорошо принят в Европе и достиг 29 места в чарте альбомов Великобритании UK Albums Chart. Впоследствии ему приписывают популяризацию зарождающегося в Великобритании движения эмбиент-хауса.

## История
Алекс Патерсон начал свою музыкальную карьеру в 1980-х годах в качестве гастрольного участника постпанк-группы Killing Joke, а в 1986 году ушел из неё, чтобы заняться собственными музыкальными интересами. Под влиянием растущей популярности чикагской хаус-музыки в Британии в течение десятилетия, вскоре после этого он начал работать с другим пионером эмбиент-хауса, Джимми Коти, который участвовал в сайд-проекте Killing Joke под названием Brilliant вместе с другом детства Патерсона Youth. Патерсон, Коти и Youth также исполняли чилаут диджей-сеты на вечере Пола Окенфолда «Страна Оз» в клубе Heaven.

## Художественное оформление
Обложка альбома The Orb’s Adventures Beyond the Ultraworld была разработана коллективом графических дизайнеров The Designers Republic, которым в примечаниях к альбому приписывается «orbsonic love deep space & sampling image». В буклете альбома есть изображение электростанции Баттерси (Battersea Power Station) на юге Лондона, сфотографированное Ричардом Чидлом и «обработанное dr/chromagene», а также изображение кучевых облаков над бассейном реки Конго, сделанное с борта космического корабля Challenger 1 апреля 1983 года. Изображение Battersea Power Station было использовано в качестве обложки для американского релиза альбома.

## Отзывы
| Оценки критиков                   | Оценки критиков |
| Источник                          | Оценка          |
| --------------------------------- | --------------- |
| AllMusic                          | [ 3 ]           |
| The Encyclopedia of Popular Music | [ 11 ]          |
| NME                               | 8/10            |
| The Rolling Stone Album Guide     | [ 5 ]           |
| Select                            | 3/5             |
| Slant Magazine                    | [ 14 ]          |
| Spin Alternative Record Guide     | 9/10            |

The Orb’s Adventures Beyond the Ultraworld получил положительные отзывы от музыкальных критиков.
В современной рецензии критик New Musical Express Шерман назвал The Orb’s Adventures Beyond the Ultraworld «альбомом, звучащим как Pink Floyd без всех этих самовлюблённых соло», заключив: «Реальность находится внутри пары наушников, переполненных The Orb. Жизнь уже никогда не будет прежней. Флотатор манит». Рассел Браун из Select написал, что «долгий и странный, Adventures Beyond the Ultraworld — это, без сомнения, хорошее путешествие». В конце 1991 года Melody Maker назвал его 22-м лучшим альбомом года и отметил, что он «может похвастаться одними из самых уникальных звуков года».
В последующие годы после выхода альбом The Orb’s Adventures Beyond the Ultraworld получал неизменное признание критиков. В 1993 году по результатам опроса сотрудников New Musical Express альбом был признан 45-м величайшим альбомом всех времён. В 1999 году он был включён под номером 82 в список лучших альбомов 1990-х годов по версии Spin, а критик Ричард Гэр отметил, что «Ultraworld — это искусство в его наиболее функциональном проявлении: он одинаково хорошо работает и как ракета-носитель кислотного пика, и как прозак — облегчение после экстатической ночи». В 2002 году Muzik назвал его седьмым лучшим альбомом танцевальной музыки всех времён, а Slant Magazine — четвёртым величайшим альбомом электронной музыки 20-го века. В следующем году Pitchfork назвал его 100-м лучшим альбомом 1990-х, а Алекс Линхардт в сопроводительной статье отметил, что он «сумел сделать эмбиент-хаус вечной „следующей большой вещью“ до конца десятилетия».
Джон Буш из AllMusic отметил, что «Adventures Beyond the Ultraworld имитирует путешествие по внешним мирам — от парящего эмбиент-попа „Little Fluffy Clouds“ и укуренной „Back Side of the Moon“ (завуалированная ссылка на Pink Floyd) до „Into the Fourth Dimension“ и заканчивая (спустя более двух часов) великолепным концертным миксом „A Huge Ever Growing Pulsating Brain“. Разнообразный набор сэмплов (Флэш Гордон, космические передачи, шёпот на иностранном языке) и тёплые синтезаторные тона создают убедительную подложку для среднетемповых хаус-битов и иногда даб-инфлексированной атмосферы». И далее рецензент назвал The Orb’s Adventures Beyond the Ultraworld «альбомом, который определил движение эмбиент-хауса».

## Список композиций

### Оригинальный британский релиз (двойной альбом)
| №                   | Название                                                   | Музыка                                | Длительность |
| ------------------- | ---------------------------------------------------------- | ------------------------------------- | ------------ |
| 1.                  | «Little Fluffy Clouds» (Earth Orbit One)                   | Alex Paterson, Мартин Гловер          | 4:27         |
| 2.                  | «Earth (Gaia)» (Earth Orbit Two)                           | Paterson, Kris Weston                 | 9:48         |
| 3.                  | «Supernova at the End of the Universe» (Earth Orbit Three) | Paterson, Микетт Жироди, Стив Хиллидж | 11:56        |
| Общая длительность: | Общая длительность:                                        | Общая длительность:                   | 26:11        |

| №                   | Название                                      | Музыка                                | Длительность |
| ------------------- | --------------------------------------------- | ------------------------------------- | ------------ |
| 1.                  | «Back Side of the Moon» (Lunar Orbit Four)    | Paterson, Giraudy, Hillage            | 14:15        |
| 2.                  | «Spanish Castles in Space» (Lunar Orbit Five) | Paterson, Jake le Mesurier, Гай Пратт | 15:05        |
| Общая длительность: | Общая длительность:                           | Общая длительность:                   | 29:20        |

| №                   | Название                                             | Музыка                                 | Длительность |
| ------------------- | ---------------------------------------------------- | -------------------------------------- | ------------ |
| 1.                  | «Perpetual Dawn» (Ultraworld Probe Six)              | Paterson, Eddie Maiden                 | 9:31         |
| 2.                  | «Into the Fourth Dimension» (Ultraworld Probe Seven) | Paterson, Andy Falconer, Paul Ferguson | 9:16         |
| 3.                  | «Outlands» (Ultraworld Probe Eight)                  | Paterson, Thomas Fehlmann              | 8:23         |
| Общая длительность: | Общая длительность:                                  | Общая длительность:                    | 27:10        |

| №                   | Название | Музыка | Длительность |
| ------------------- | --- | --- | ------------ |
| 1.                  | «Star 6 & 7 8 9» (Ultraworld Nine)                                                                                  | Paterson, T Green, Hugh Vickers                                                                                  | 8:10         |
| 2.                  | «A Huge Ever Growing Pulsating Brain That Rules from the Centre of the Ultraworld» (Live Mix Mk 10; Ultraworld Ten) | Paterson, Jimmy Cauty, Минни Рипертон, Richard Rudolph, Simon Darlow, Stephen Lipson, Bruce Woolley, Тревор Хорн | 18:49        |
| Общая длительность: | Общая длительность:                                                                                                 | Общая длительность:                                                                                              | 26:57        |

- На компакт-диске CD, Стороны 1 & 2 появились на диске Disc 1 («orbit compact disc») и Стороны 3 & 4 появились на диске Disc 2 («ultraworld compact disc»).

### Оригинальный американский релиз
| №                   | Название               | Музыка              | Длительность |
| ------------------- | ---------------------- | ------------------- | ------------ |
| 1.                  | «Little Fluffy Clouds» | Paterson, Glover    | 4:57         |
| 2.                  | «Earth (Gaia)»         | Paterson, Weston    | 9:48         |
| Общая длительность: | Общая длительность:    | Общая длительность: | 14:15        |

| №                   | Название                               | Музыка                                                   | Длительность |
| ------------------- | -------------------------------------- | -------------------------------------------------------- | ------------ |
| 1.                  | «Supernova at the End of the Universe» | Paterson, Giraudy, Hillage                               | 11:56        |
| 2.                  | «Perpetual Dawn» (Solar Youth Mix)     | Paterson, Glover, Maiden, Jeffrey Nelson, Simon Phillips | 3:48         |
| Общая длительность: | Общая длительность:                    | Общая длительность:                                      | 15:44        |

| №                   | Название                    | Музыка                       | Длительность |
| ------------------- | --------------------------- | ---------------------------- | ------------ |
| 1.                  | «Into the Fourth Dimension» | Paterson, Falconer, Ferguson | 9:14         |
| 2.                  | «Outlands»                  | Paterson, Fehlmann           | 8:20         |
| 3.                  | «Star 6 & 7 8 9» (Phase II) | Paterson, Green, Vickers     | 4:22         |
| Общая длительность: | Общая длительность:         | Общая длительность:          | 21:56        |

| №                   | Название                                                                                            | Музыка                                                            | Длительность |
| ------------------- | --------------------------------------------------------------------------------------------------- | ----------------------------------------------------------------- | ------------ |
| 1.                  | «A Huge Ever Growing Pulsating Brain That Rules from the Centre of the Ultraworld» (Live Mix Mk 10) | Paterson, Cauty, Riperton, Rudolph, Darlow, Lipson, Woolley, Horn | 18:47        |
| Общая длительность: | Общая длительность:                                                                                 | Общая длительность:                                               | 18:47        |

- На компакт-диске CD, Стороны 1, 2, 3 & 4 появились на первом диске Disc 1.

### Делюксовое британское издание 2006 года
| №                   | Название                               | Музыка                       | Длительность |
| ------------------- | -------------------------------------- | ---------------------------- | ------------ |
| 1.                  | «Little Fluffy Clouds»                 | Paterson, Glover             | 4:27         |
| 2.                  | «Earth (Gaia)»                         | Paterson, Weston             | 9:48         |
| 3.                  | «Supernova at the End of the Universe» | Paterson, Giraudy, Hillage   | 11:56        |
| 4.                  | «Back Side of the Moon»                | Paterson, Giraudy, Hillage   | 14:15        |
| 5.                  | «Spanish Castles in Space»             | Paterson, le Mesurier, Pratt | 15:05        |
| Общая длительность: | Общая длительность:                    | Общая длительность:          | 55:31        |

| №                   | Название                                                                                            | Музыка                                                            | Длительность |
| ------------------- | --------------------------------------------------------------------------------------------------- | ----------------------------------------------------------------- | ------------ |
| 1.                  | «Perpetual Dawn»                                                                                    | Paterson, Maiden                                                  | 9:31         |
| 2.                  | «Into the Fourth Dimension»                                                                         | Paterson, Falconer, Ferguson                                      | 9:16         |
| 3.                  | «Outlands»                                                                                          | Paterson, Fehlmann                                                | 8:23         |
| 4.                  | «Star 6 & 7 8 9»                                                                                    | Paterson, Green, Vickers                                          | 8:10         |
| 5.                  | «A Huge Ever Growing Pulsating Brain That Rules from the Centre of the Ultraworld» (Live Mix Mk 10) | Paterson, Cauty, Riperton, Rudolph, Darlow, Lipson, Woolley, Horn | 18:49        |
| Общая длительность: | Общая длительность:                                                                                 | Общая длительность:                                               | 54:07        |

| №                   | Название                                                                                              | Mixed by                           | Длительность |
| ------------------- | --- | ---------------------------------- | ------------ |
| 1.                  | «A Huge Ever Growing Pulsating Brain That Rules from the Centre of the Ultraworld» (Peel Session)     |                                    | 20:14        |
| 2.                  | «Perpetual Dawn» (Ultrabass II)                                                                       |                                    | 7:12         |
| 3.                  | «Little Fluffy Clouds» (Cumulo Nimbus Mix)                                                            | Pal Joey                           | 6:39         |
| 4.                  | «Back Side of the Moon» (Under Water Deep Space Mix)                                                  | Steve Hillage                      | 8:42         |
| 5.                  | «Outlands» (Fountains of Elisha Mix)                                                                  | Ready Made                         | 8:39         |
| 6.                  | «A Huge Ever Growing Pulsating Brain That Rules from the Centre of the Ultraworld» (Aubrey Mix Mk 11) | Jimmy Cauty and Dr. Alex Patterson | 7:13         |
| 7.                  | «Spanish Castles in Space» (Extended Youth Mix)                                                       | Youth                              | 13:39        |
| Общая длительность: | Общая длительность:                                                                                   | Общая длительность:                | 1:12:18      |

## Чарты
Альбом пробыл пять недель в британском хит-параде, достигнув топ-30 в UK Albums Chart.
| Чарт (1991)                      | Высшая позиция |
| -------------------------------- | -------------- |
| Великобритания (UK Albums Chart) | 29             |